# Richard Bulkeley (3e vicomte Bulkeley)
Pour les articles homonymes, voir Richard Bulkeley (4e vicomte Bulkeley), Richard Bulkeley (5e vicomte Bulkeley) et Bulkeley.
Richard Bulkeley, 3e vicomte Bulkeley (c. 1658 - 9 août 1704) est un homme politique gallois et un pair.

## Biographie
Il est le fils aîné de Robert Bulkeley (2e vicomte Bulkeley) et Sarah, fille de Daniel Harvey de Londres et sœur de Daniel Harvey (en). Il succède à son père comme vicomte Bulkeley en 1688. Il épouse d'abord Marie, fille de Philip Egerton de Oulton, Cheshire, en 1681 avec qui il a un fils, Richard, qui lui succède. Il épouse ensuite Elizabeth, fille de Henry White de Henllan, Pembrokeshire, sans descendance.
Il représente Beaumaris au Parlement d'Angleterre en 1679 avant de représenter Anglesey jusqu'en 1685, date à laquelle il succède à son père. Il représente le siège encore de 1690 jusqu'à sa mort en 1704.
Il exerce les fonctions locales de Custos Rotulorum de Caernarvonshire (1679-1688), de Custos Rotulorum d'Anglesey (1690-1770), de maire de Beaumaris (1689-1690) et de connétable du Château de Beaumaris (1689-1790).